# Elena Brezhniva
Elena Brezhniva, née le 4 janvier 1990 à Toula, est une coureuse cycliste russe. Spécialisée dans les épreuves de sprint sur piste, elle est championne d'Europe de vitesse par équipes en 2013 et 2014. En février 2016, l'agence antidopage russe prononce à son encontre une suspension de quatre ans, pour des « violations des critères antidopage ». Cette suspension débute le 22 juin 2015.

## Biographie
En 2011, Elena Brezhniva, associée à Ekaterina Gnidenko, emporté la vitesse par équipes lors du Mémorial Alexander Lesnikov. Aux championnats nationaux sur piste la même année, elle est deuxième du keirin, du 500 mètres contre-la-montre et de la vitesse par équipes, avec Gnidenko. En 2013, Brezhniva est double championne de Russie, sur le keirin et en vitesse par équipes, avec Olga Streltsova.
Aux championnats d'Europe 2013 à Apeldoorn, elle remporte avec Strelsova le titre européen en vitesse par équipes. En 2014, elle conserve son titre avec Anastasiia Voinova et devient également vice-championne d'Europe du keirin.
En janvier 2016, elle est suspendue quatre ans avec effet rétroactif à partir de juin 2015 pour une infraction de dopage. Il est annoncé qu'elle aurait pris des hormones de croissance. L'entraîneur national russe a supposé que cette suspension mettrait un terme à sa carrière de cycliste.

## Palmarès

### Championnats du monde
- Ballerup 2010
  - 13e de la course aux points
- Melbourne 2012
  - 13e du 500 mètres
  - 26e de la vitesse individuelle
- Minsk 2013
  - 6e de la vitesse par équipes
  - 9e du 500 mètres
  - Eliminée au premier tour du keirin
  - Eliminée en seizième de finale de la vitesse
- Cali 2014
  - 4e du keirin
  - 4e de la vitesse par équipes
- Saint-Quentin-en-Yvelines 2015
  - 7e du 500 mètres
  - 8e du keirin

### Championnats d'Europe
- Anadia 2011
  -  Médaillée d'argent de la vitesse par équipes espoirs
- Anadia 2012
  -  Médaillée d'argent du keirin espoirs
  -  Médaillée d'argent du 500 mètres espoirs
  - 4e de la vitesse espoirs
- Panevėžys 2012
  -  Médaillée de bronze du keirin élites
- Apeldoorn 2013
  -  Championne d'Europe de vitesse par équipes élites
- Baie-Mahault 2014
  -  Championne d'Europe de vitesse par équipes élites
  -  Médaillée d'argent du keirin élites

### Championnats nationaux
- 2013
  -  Championne de Russie du keirin
  -  Championne de Russie de vitesse par équipes (avec Olga Streltsova)